# Rheinisch-Westfälische Technische Hochschule
De Rheinisch-Westfälische Technische Hochschule (meestal afgekort tot RWTH of RWTH Aachen (Nederlands: RWTH Aken)) in Aken behoort met circa 45.000 studenten tot de grootste en meest gerenommeerde technische universiteiten in Duitsland en Europa.

## Geschiedenis
De RWTH werd in 1870 opgericht als de "Königlich Rheinisch-Westphälische Polytechnische Schule zu Aachen" met het doel om ingenieurs op te leiden voor de opkomende industrie in het Ruhrgebied. De keuze voor Aken was mede ingegeven door het idee dat de stad ver was gelegen van het Ruhrgebied, waardoor revolutionaire en socialistische ideeën van fabrieksarbeiders minder snel zouden kunnen overslaan op de studenten. Bovendien zorgde financiële steun van lokale banken en een verzekeringsmaatschappij ervoor dat de keuze op Aken viel en niet op andere mededingers zoals Keulen of Koblenz.
In 1880 werd de school opgewaardeerd tot een technische hogeschool. In 1899 verkreeg de RWTH het recht om doctoraten te verlenen. De jaren erna maakte de RWTH een bloeiperiode door, die kortstondig werd geremd door de Eerste Wereldoorlog. Een aantal aan de RWTH verbonden professoren, waaronder de Nederlander Peter Debye, ontving in de eerste helft van de twintigste eeuw de Nobelprijs voor hun wetenschappelijk onderzoek. Na 1933 werden communistische of Joodse professoren, in het kader van de Gleichschaltung in het Derde Rijk, ontheven van hun functie. Veel van de vrijgekomen functies werden vervolgens ingevuld door wetenschappers die lid waren van de NSDAP.
Na de Tweede Wereldoorlog werd de RWTH uitgebreid met een aantal niet-technische faculteiten, zoals filosofie in 1965 en geneeskunde in 1966. Later volgden nog tandheelkunde en geesteswetenschappen zoals economie, psychologie en sociologie. Het studentenaantal groeide navenant, van ca. 10.000 studenten in de jaren zestig tot ca. 37.000 in 1990. Anno 2025 telt de universiteit ca. 45.000 studenten, waarvan ongeveer een derde afkomstig is uit het buitenland. Met haar ca. 10.000 werknemers en haar begroting van € 1.255 miljoen (2024) is de RWTH van grote economische betekenis voor de stad Aken en omgeving.

## Faculteiten

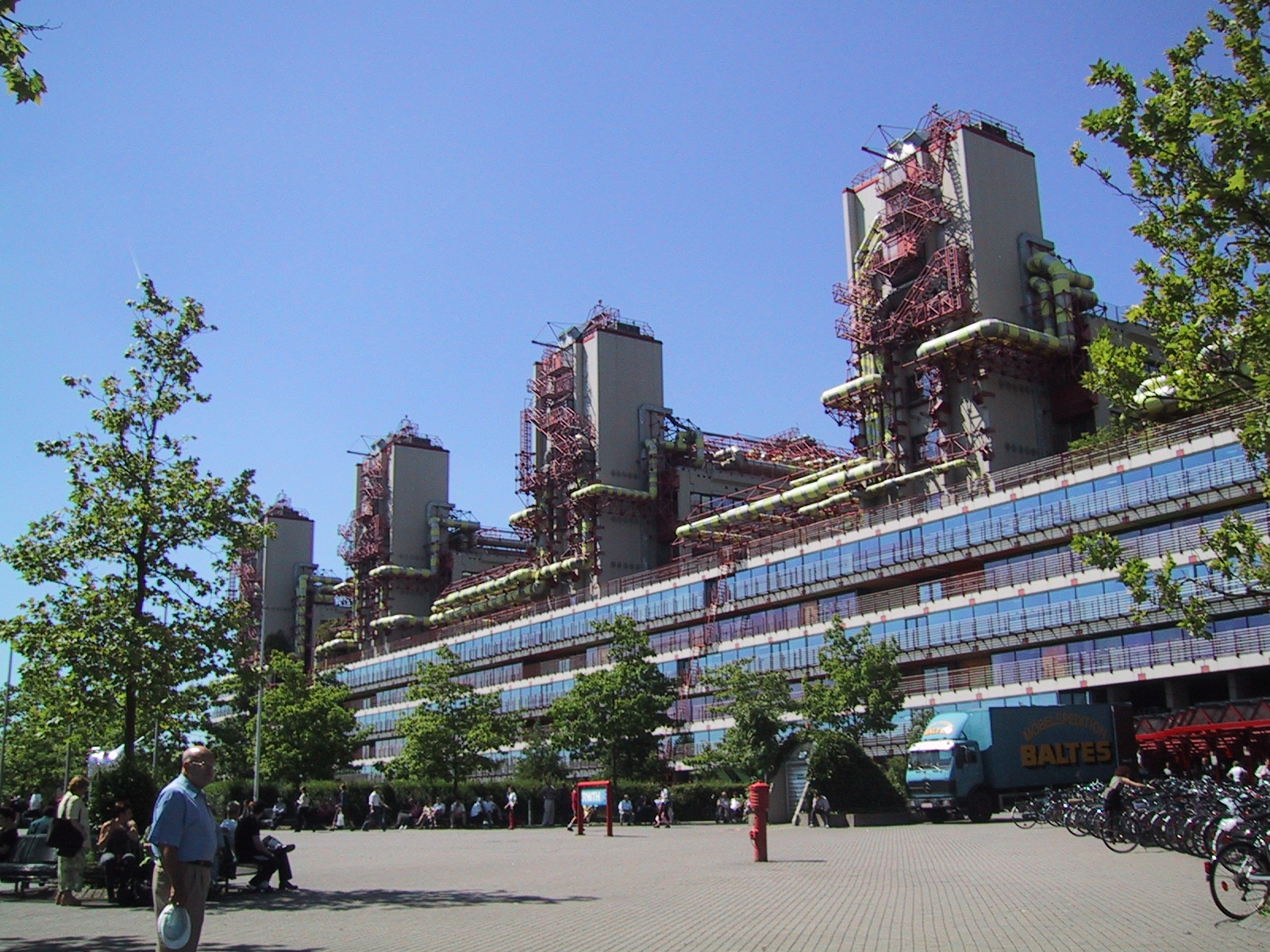
Universitair Ziekenhuis Aken

1. Wiskunde, Informatica en Natuurwetenschappen
2. Bouwkunde
3. Civiele techniek
4. Werktuigbouwkunde
5. Geologie en Materiaalkunde
6. Elektrotechniek en Informatie- en Communicatietechnologie
7. Geesteswetenschappen
8. Economie
9. Geneeskunde (inclusief Universitair Ziekenhuis Aken en Tandheelkunde)

De faculteit Pedagogie werd in 1989 opgeheven.

## Campussen

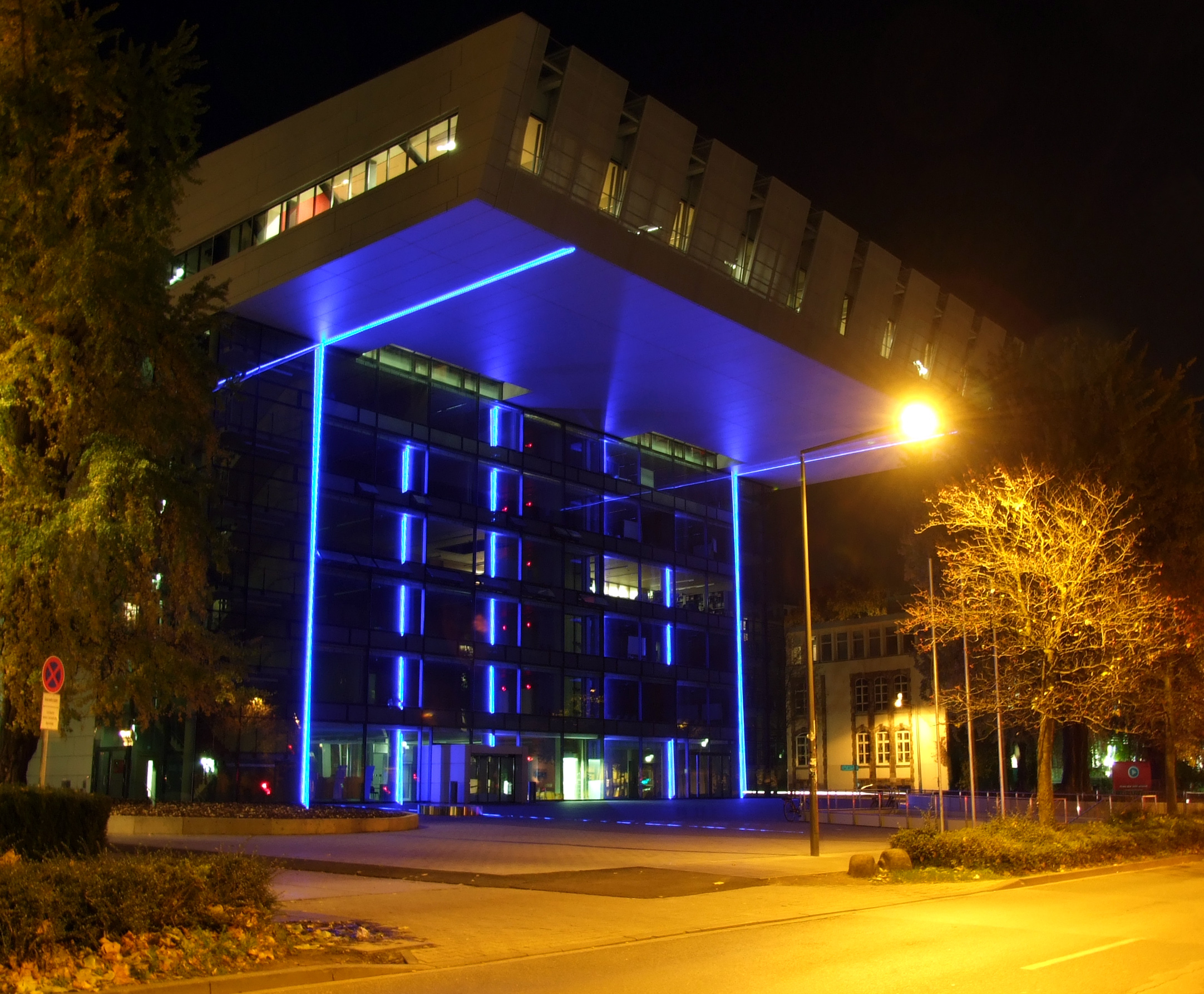
SuperC-gebouw van de RWTH in Campus Mitte; de warmte in het gebouw wordt verkregen door geothermie

De RWTH Aken is geen campusuniversiteit in traditionele zin. In plaats daarvan zijn de universiteitsgebouwen en studentenhuisvestingscomplexen verspreid over drie kerngebieden. Het basisidee van een universiteit met drie campuslocaties ontstond in 2005, toen met het "Campusprojekt RWTH Aachen" gekozen werd voor de volgende concentraties van bestaande en nieuw te bouwen huisvesting:
- Campus Mitte, de ontstaanslocatie van de RWTH aan de Templergraben en omgeving in het historische centrum van Aken (de Altstadt), later uitgebreid in noordwestelijke richting naar aangrenzende straten buiten de singels.
- Campus Melaten, de grootschalige uitbreiding van de universiteit in het gebied Melaten, begonnen in 1966 met de verwerving door de RWTH van het landgoed Melaten, gevolgd door de bouw van het Klinikum Aken. Anno 2025 ligt hier een volwaardige universiteitscampus met tal van voorzieningen. Diverse gebouwen zijn nog in aanbouw. Na voltooiing zal de campus naar verwachting 47 hectare beslaan.[2]
- Campus West, de toekomstige campus langs de spoorlijn Aken - Kassel ten noorden van station Aachen West, een langgerekt gebied met een oppervlakte van 32,5 hectare. Campus West moet de verbinding gaan vormen tussen Campus Mitte en Campus Melaten. Na vele jaren van voorbereidingen, waaronder de versmalling van een spoorwegemplacement, is de bouw in 2023 van start gegaan.[3]

Niet alle RWTH-gebouwen bevinden zich binnen de genoemde campussen. In het stadsdeel Hörn, ten westen van station Aachen-West, bevinden zich enkele grotere complexen, waaronder diverse studentenflats, aan de  Professor-Pirlet-Straße, Mies-van-der Rohe-Straße en Kopernikusstraße. Deze worden soms bij een van de drie genoemde campussen gerekend, maar vormen in feite een eigen campus.
Verder zijn enkele administratieve diensten gevestigd in het voormalige Regierungsgebäude, tegenover het Theater Aachen. In het aan de Altstadt grenzende Burtscheid zijn meerdere instituten gevestigd in een gebouwencomplex van de voormalige textielfabriek Erckens. Buiten de stedenregio Aken is de RWTH nauw verbonden met het grote onderzoeksinstituut Forschungszentrum Jülich. In het Nederlandse Vaals bouwde het Belgische XIOR, in samenwerking met de RWTH, in 2015 een complex van 460 studentenwoningen, "Katzensprung" (kattensprong) genaamd. In 2023 vestigde de RWTH een dependance in Heerlen.

## Reputatie, samenwerking
De universiteit geniet een grote reputatie op een aantal gebieden, zoals werktuigbouwkunde, elektrotechniek, informatica en de natuurwetenschappen scheikunde en natuurkunde. Er zijn nauwe samenwerkingsverbanden met het nabijgelegen Forschungszentrum Jülich en een aantal op de RWTH-campussen gelegen Fraunhofer-instituten. Een aantal ondernemingen, zoals Ford, Ericsson, Microsoft, Philips, Siemens en United Technologies heeft onderzoekscentra in de buurt van de RWTH. Verder zorgt de universiteit voor veel "spin-off" bedrijven, die op basis van aan de RWTH ontwikkelde technologieën, worden opgericht. Het grensoverschrijdende bedrijventerrein Avantis, gelegen op de grens van Aken en de Nederlandse gemeente Heerlen, is ontwikkeld met het doel om hiervan te profiteren. Samen met de Universiteit Maastricht (UM) heeft de RWTH besloten tot de oprichting van een Cardiovascular Centre of Excellence, een gezamenlijk universiteitsziekenhuis met een specialisatie in hart- en vaatziektes, dat zal worden gevestigd op het grensoverschrijdend bedrijventerrein Avantis. Met dezelfde universiteit participeert de RWTH in het te Aken gevestigde Aachen-Maastricht Institute for CardioRenal Disease (AMICARE). Op de Brightlands-campus in Sittard-Geleen wordt eveneens met de UM samengewerkt in het Aachen Maastricht Institute for Biobased Materials (AMIBM).